# Successful
Successful è un brano musicale di Drake, estratto come secondo singolo dall'EP, So Far Gone. Al brano collaborano anche Trey Songz e Lil Wayne.

## Tracce
Download digitale - Radio edit
Testi e musiche di Aubrey Graham, Tremaine Neverson, Noah "40" Shebib, Dwayne Carter.
1. Successful (feat. Trey Songz & Lil Wayne) – 7:27

Download digitale - Mixtape version
1. Successful (feat. Trey Songz & Lil Wayne) – 6:15

Download digitale - EP version
1. Successful (feat. Trey Songz & Lil Wayne) – 5:51

Download digitale - Ready/video version
1. Successful (feat. Trey Songz & Lil Wayne) – 4:26

Download digitale - Alternate mixtape version
1. Successful (feat. Trey Songz & Lil Wayne) – 3:25

## Classifiche
| Classifica (2009)         | Posizione massima |
| ------------------------- | ----------------- |
| Stati Uniti               | 17                |
| Stati Uniti (R&B/Hip-Hop) | 3                 |
| Stati Uniti (Rap)         | 2                 |